# Vincent Mutale
Vincent Mutale (Mufulira, Zambia, 28 de abril de 1973) es un exfutbolista de Zambia que jugaba en la posición de centrocampista.

## Carrera

### Club
| Periodo   | Club                   |
| --------- | ---------------------- |
| 1991-1999 | Mufulira Wanderers FC  |
| 2000-2001 | Lusaka City Council FC |

### Selección nacional
Jugó para Zambia en 28 ocasiones de 1995 a 1997 y anotó tres goles, uno de ellos en la victoria por 3-1 ante Egipto en los cuartos de final de la Copa Africana de Naciones 1996.

## Logros
- Primera División de Zambia (2): 1995, 1996
- Copa de Zambia (1): 1995
- Copa Desafío de Zambia (3): 1994, 1996, 1997
- Zambian Charity Shield (2): 1996, 1997